# Dolo (Italië)
Dolo is een gemeente in de Italiaanse provincie Venetië (regio Veneto) en telt 14.940 inwoners (30-04-2024). De oppervlakte bedraagt 24,1 km², de bevolkingsdichtheid is 615 inwoners per km².
De volgende frazioni maken deel uit van de gemeente: Arino, Sambruson.

## Demografie
Dolo telt ongeveer 5542 huishoudens. Het aantal inwoners steeg in de periode 1991-2001 met 5,2% volgens cijfers uit de tienjaarlijkse volkstellingen van ISTAT.
| Jaar | Inwoneraantal |
| ---- | ------------- |
| 1991 | 13.723        |
| 2001 | 14.442        |
| 2024 | 14.940        |

## Geografie
De gemeente ligt op ongeveer 7 meter boven zeeniveau.
Dolo grenst aan de volgende gemeenten: Campagna Lupia, Camponogara, Fiesso d'Artico, Fossò, Mira, Pianiga, Stra.

## Monumenten

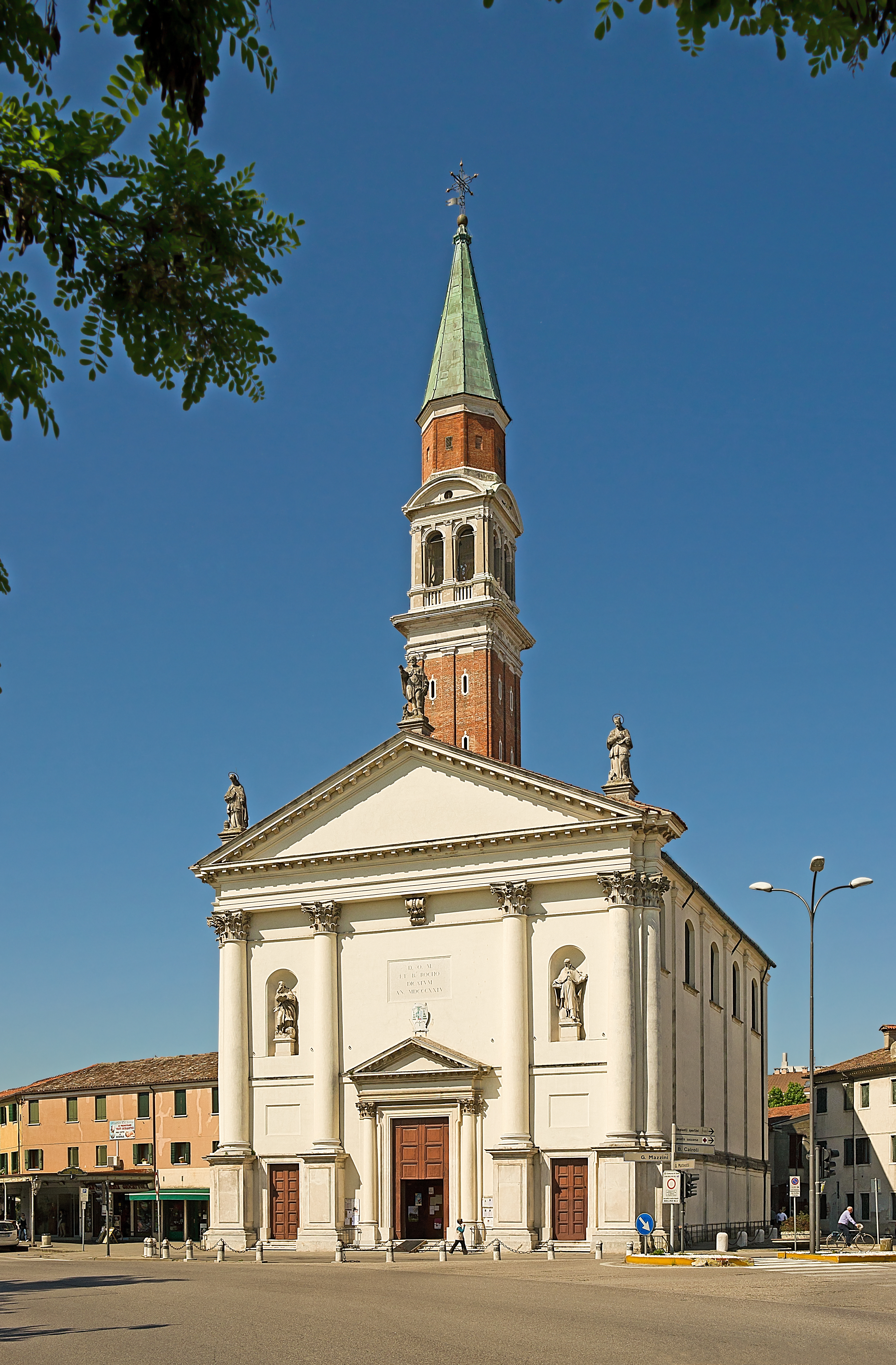
San Rocco - gevel
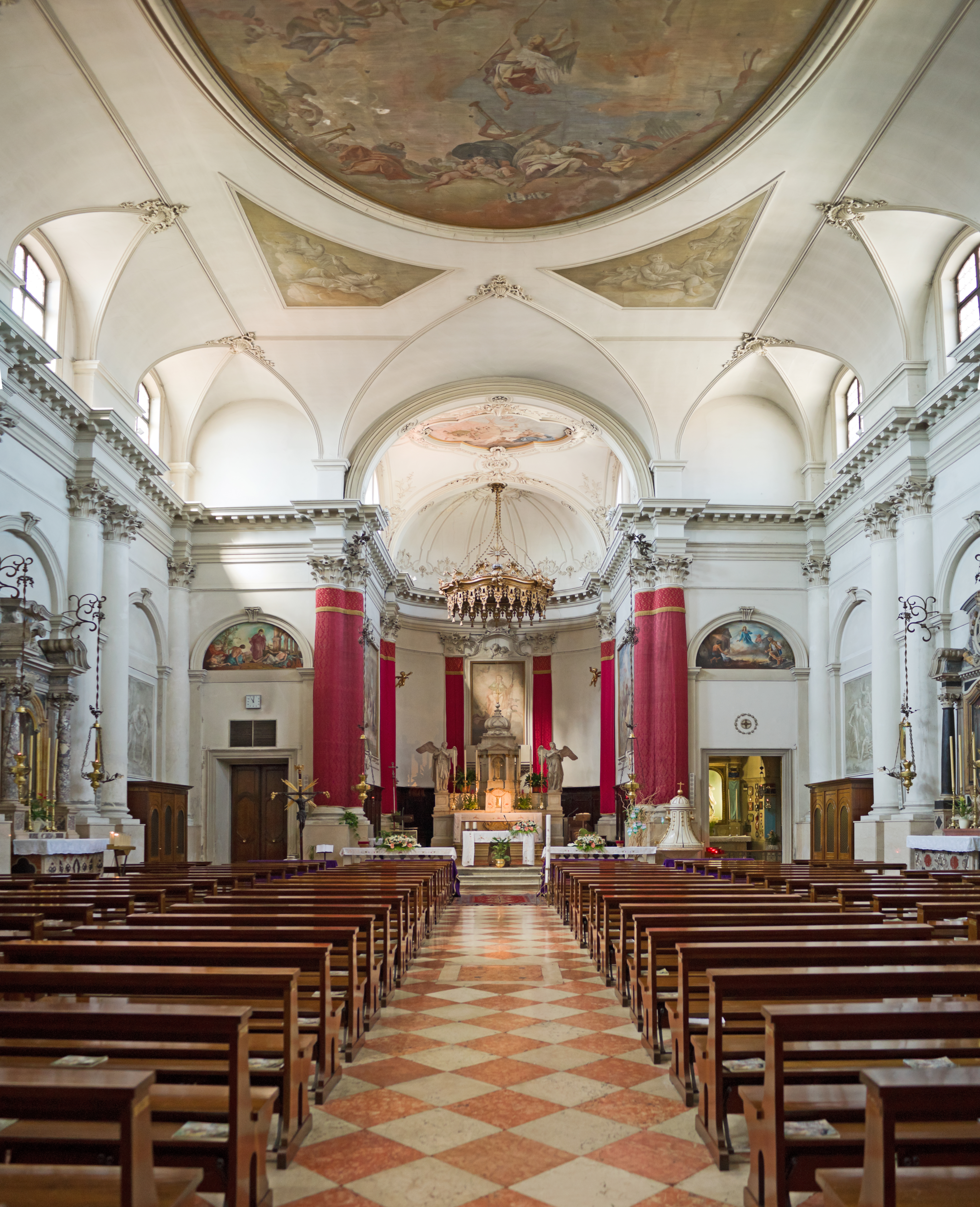
San Rocco - binnen
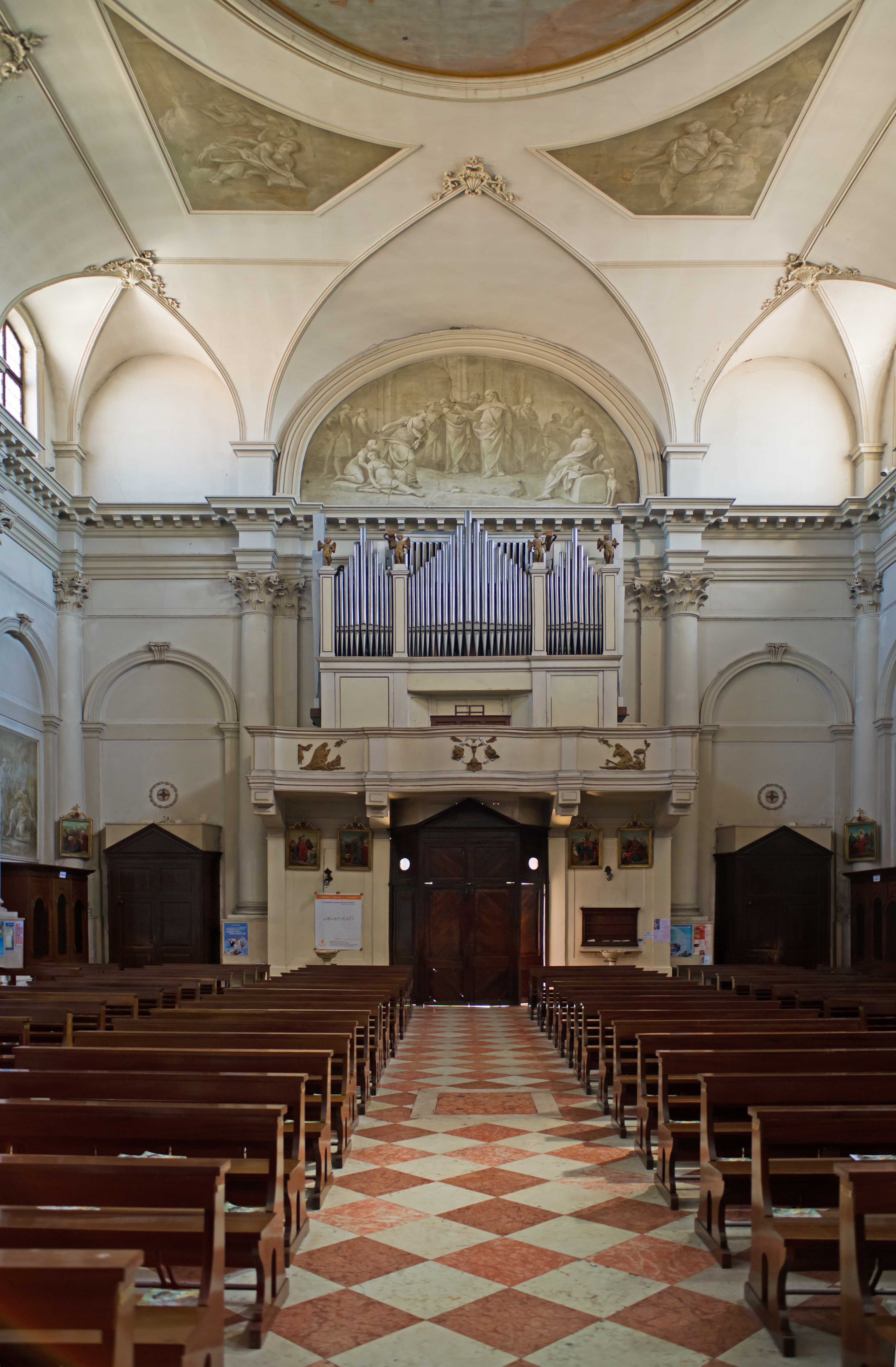
San Rocco - orgel
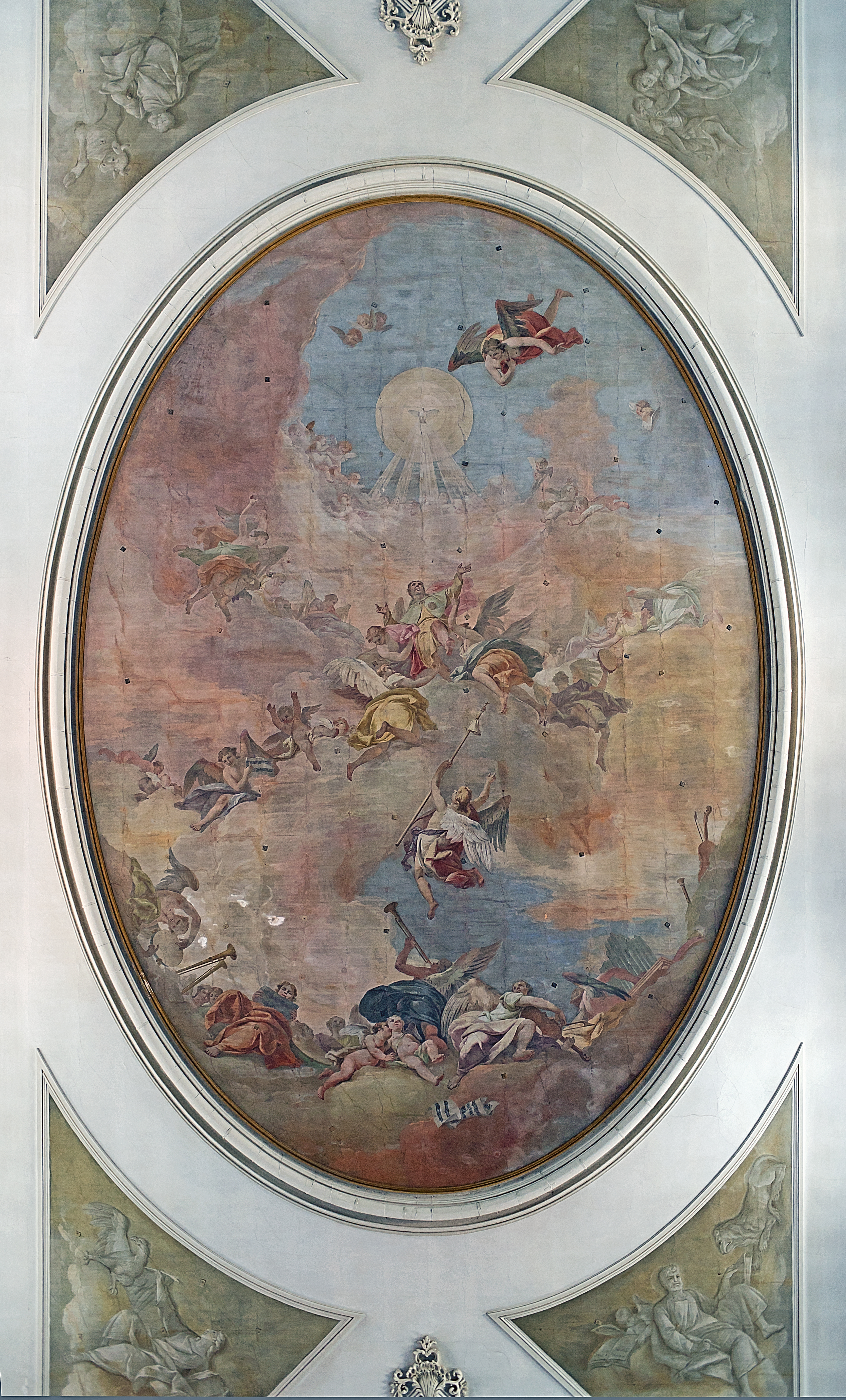
San Rocco - den sentrale taket
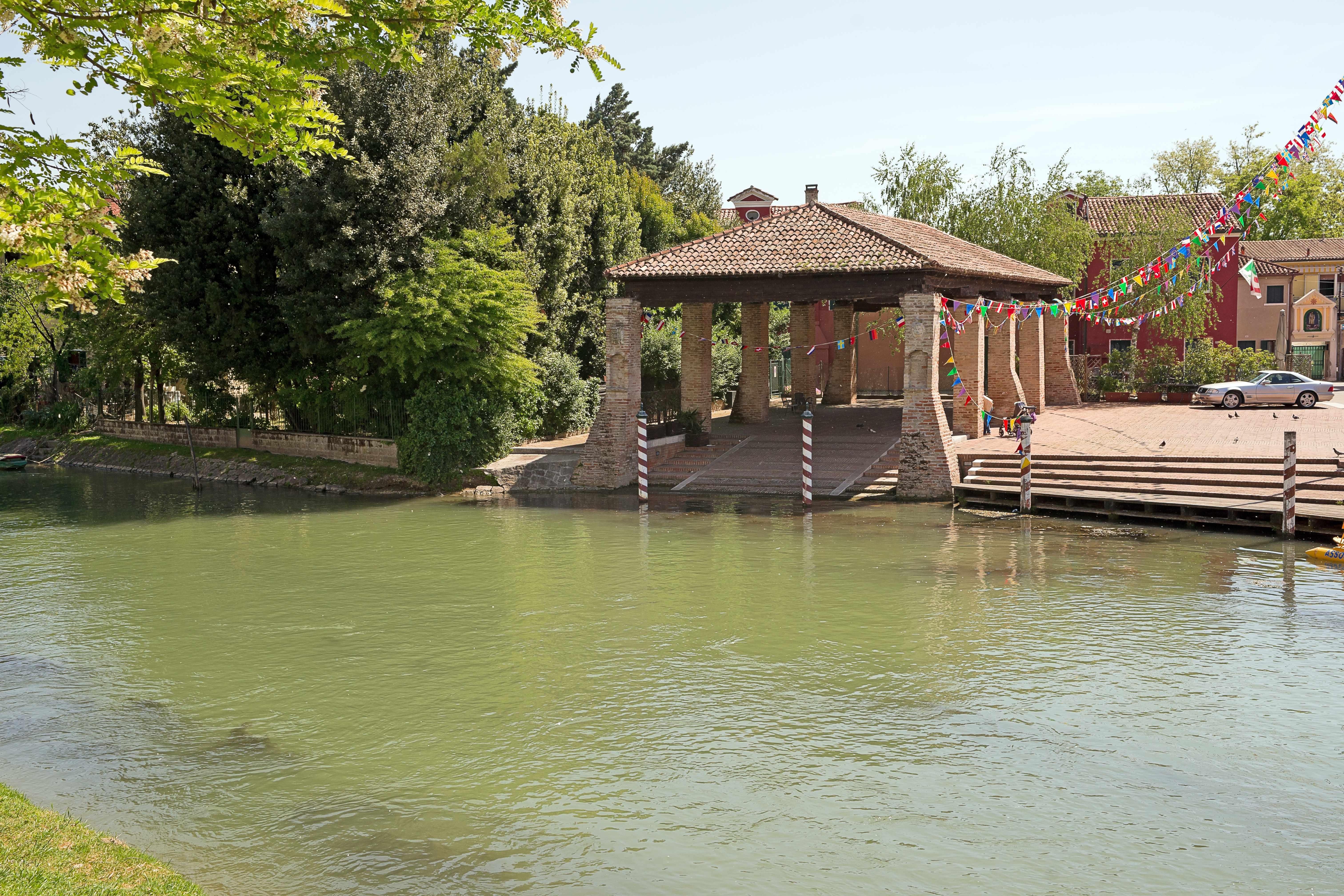
Maakt van boten ("Squero") van de XVI eeuw.
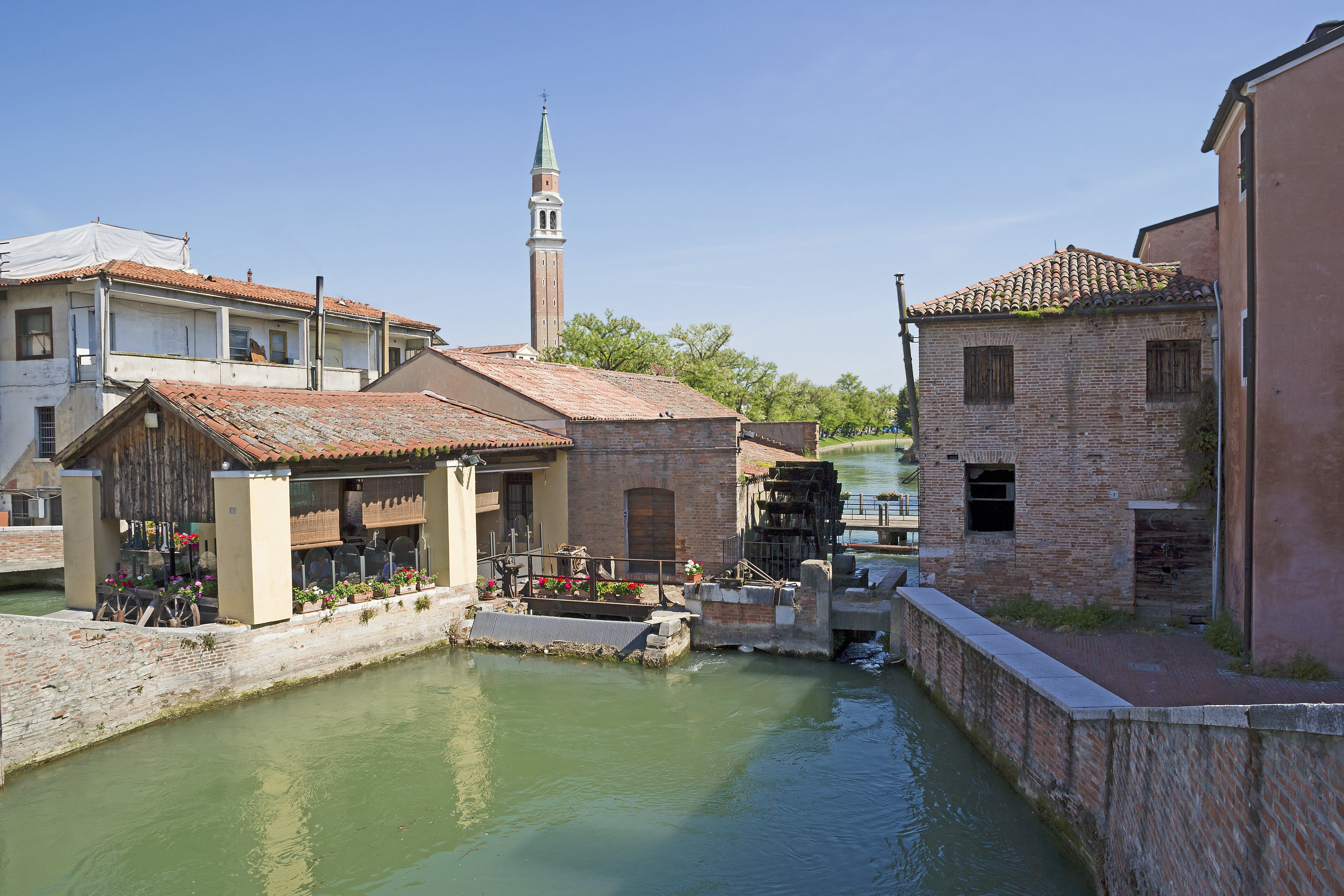
Sluizen en watermolens.

## Geboren
- Francesco Bertos (1678-1741), beeldhouwer
- Simone Cercato (25 februari 1975), zwemmer